# Algeria International 2024
Die Algeria International 2024 als offene internationale Meisterschaften von Algerien im Badminton fanden vom 19. bis zum 22. Oktober 2024 in Algier statt.

## Sieger und Platzierte
| Disziplin    | Gold                                    | Silber                                             | Bronze                                 |
| ------------ | --------------------------------------- | -------------------------------------------------- | -------------------------------------- |
| Herreneinzel | Aria Dinata                             | Søren Hald                                         | Noah Haase                             |
| Herreneinzel | Aria Dinata                             | Søren Hald                                         | Brian Holtschke                        |
| Dameneinzel  | Yasmine Hamza                           | Loh Zhi Wei                                        | Clara Lassaux                          |
| Dameneinzel  | Yasmine Hamza                           | Loh Zhi Wei                                        | Leila Zarrouk                          |
| Herrendoppel | Koceila Mammeri Youcef Sabri Medel      | Nithin H. V. Venkata Harsha Vardhan Ra Veeramreddy | Ashraf Daniel Md Zakaria Darrell Chew  |
| Herrendoppel | Koceila Mammeri Youcef Sabri Medel      | Nithin H. V. Venkata Harsha Vardhan Ra Veeramreddy | Hugo Chanthakesone Liano Panza         |
| Damendoppel  | Téa Margueritte Flavie Vallet           | Jorina Jann Leila Zarrouk                          | Halla Bouksani Tanina Violette Mammeri |
| Damendoppel  | Téa Margueritte Flavie Vallet           | Jorina Jann Leila Zarrouk                          | Yasmina Chibah Linda Mazri             |
| Mixed        | Koceila Mammeri Tanina Violette Mammeri | Bruno Carvalho Mariana Paiva                       | Mohit Jaglan Lakshita Jaglan           |
| Mixed        | Koceila Mammeri Tanina Violette Mammeri | Bruno Carvalho Mariana Paiva                       | Andy Yew Tung Kok Loh Zhi Wei          |